# Општина Галда де Жос (Алба)
Галда де Жос (рум. Galda de Jos) општина је у Румунији у округу Алба.
Oпштина се налази на надморској висини од 344 m.